# Pesa Twist
Pesa Twist је нископодни трамвај произведен у компанији Песа Бидгошч у Пољској. Трамвај се за сада налази у возном парку Честохови. Састоји се од три сегмената међусобно повезаних са два зглоба. У подручју зглобова сегменти су међусобно повезани хармоника мјеховима и прелазнице у облику окретних плоча.
Први од 9 нископодних трамваја типа 129Nb предан је Ченстохови 13. марта 2012. године. Први трамваји је 3. септембарa свечано пуштен у саобраћај. Посљедни од 9 трамваја је пуштен у саобраћај 13. октобра 2012.

## Спецификације (129Nb)
- Дужина: 32.000 mm
- Ширина: 2.400 mm
- Висина: 3.400 mm
- Ниво пода (100%): 350 mm
- Број седећих путника: 59
- Број стојећих путника: 163
- Ширина колосека: 1.430 m
- Максимална брзина: 75 km/h

## Операција
| Држава | Град      | Ширина колосека | Тип   | Број | Испорука  | Нумерација |
| ------ | --------- | --------------- | ----- | ---- | --------- | ---------- |
| Пољска | Честохова | 1435 mm         | 129Nb | 7    | 2012      | 621-627    |
| Пољска | Хожов     | 1435 mm         |       | 0/30 | 2013-2014 |            |